# Splinter (TMNT)
Splinter även känd som Mästare Splinter är en fiktiv muterad råtta i berättelserna om de fiktiva mutantsköldpaddorna Teenage Mutant Ninja Turtles. Splinter är sköldpaddornas ninjatränare. Hans bakgrund varierar beroende på vilken version.

## Bakgrund
Splinter har i stora drag två bakgrundshistorier, och vilken som berättas beror på vilken version som berättas. I en av versionerna var han Hamato Yoshis husdjursråtta, medan han i den andra är Hamato Yoshi.

### Mirage Comics, 2003 års TV-serie och långfilmerna
I originalserien var Splinter en gång Hamato Yoshis husdjursråtta i Japan. Han var intelligent nog för sin art att lära sig kampsportsövningar genom att härma Hamato Yoshi. Hamato Yoshi hamnade dock i en konflikt med Oroku Nagi, och blev mördad.
Utan hem tvingades han leva i New Yorks kloaker. Under en trafikolycka föll fyra sköldpaddor och en grön sörja ner i kloakerna. De muterades och Splinter namngav sköldpaddorna Leonardo, Donatello, Raphael och Michelangelo (efter en bok om renässansens konstnärer som han hittade i kloakerna) och tränade dem i ninjutsu, och uppfostrade dem som sina söner.
I 2003 års TV-serie har han ett gott rykte som ninjamästare, och avslöjades även vara mästare i Battle Nexus, en multidimensionell tävling där olika mästare möts för att slåss om titeln. Då sköldpaddorna första gången lärde sig om Battle Nexus deltog de också.
I originalserien dör Splinter sedan.

### 1987 års tecknade TV-serie och Archie TMNT Adventures
I 1987 års tecknade TV-serie ändrades historien, och Splinter var nu istället Hamato Yoshi, och anklagades av sin rival Oroku Saki (även känd som Shredder (Strimlaren)), för att försöka mörda deras gemensamme sensei i en dojo i Japan. Då han inte kunde bevisa att han var oskyldig flyttade han till New York, och levde i kloakerna med råttorna. En dag råkade en pojke tappa fyra sköldpaddsungar ner i kloakerna. Hamato Yoshi behöll dem som sina husdjur. En dag fann han sköldpaddorna i en grön kemisk sörja. Då han försökte tvätta bort den förändrades de alla av kemikalien, som var en speciell mutagen. Mutationen påverkades av djuret man senast varit i fysisk kontakt vid. Sköldpaddorna blev människosköldpaddor, då de senast varit i fysisk kontakt med Hamato Yoshi. Hamato Yoshi själv hade nyligen varit i fysisk kontakt med råttorna, och blev en människoråtta.
Därefter uppfostrade Hamato Yoshi sköldpaddorna, och gav dem namnen efter sina favoritrenässanskonstnärer: Leonardo, Donatello, Raphael och Michelangelo, som kännetecknades av sina personligheter och har olika färg på sina masker (hachimaki). Han lärde dem också ninjutsu som självförsvar, då han förstod att omvärlden skulle förakta dem för att de var annorlunda.
Hamato Yoshi fick smeknamnet "Splinter" av sina sköldpaddssöner, efter hans starka förmåga att krossa trämaterial.
Serietidningarna Teenage Mutant Ninja Turtles Adventures från Archie Comics använder samma bakgrund, då de första numren är identiska.
I Teenage Mutant Ninja Turtles Adventures får sköldpaddorna besök av sig själva från en framtid där Splinter dött på grund av ålderdom. 1987 års tecknade TV-serie innehåller en tidsresa till framtiden, i avsnittet Once upon a Time Machine från säsong 5 (1991), där New York anno 2036 besöks. Någon framtids-Splinter syns inte till, men vad som hände nämns aldrig.
I sista avsnittet, "Divide and Conquer", förklarar Splinter för sköldpaddorna efter att de besegrat Dregg att han inte längre är deras lärare, utan de är hans jämlikar.

### 2012
I 2012 års TV-serie, är Splinter återigen ursprungligen Hamato Yoshi, och rösten läses av Hoon Lee.

## Stil
I originalversionen och långfilmerna var han en äldre, grå råtta som mediterade. Han saknar också ett högeröra, vilket Oroku Saki skar av då han var en vanlig råtta vid samma hugg som dödade Hamato Yoshi då Splinter försökte stoppa Oroku Saki, vilket gav den senare framträdande ärr i ansiktet.
I 2003 års serie är han en mörkgrå råtta. Splinter har i denna version en fiende vid namn Drako, som visade sig vara en farlig motståndare även för sköldpaddorna. I avsnitten TMNT: Back to the Sewers har hans utseende ändrats något, för att likna 2007 års film.

## Personlighet
Splinter beskrivs som en vis och intelligent kampsportslärare. Han höjer sällan rösten då han är arg.

## Original och svenskspråkiga tolkningar
I 1987 års tecknade TV-serie gjorde Peter Renaday Splinters röst på engelska. Då företaget Media Dubb i början av 1990-talet dubbade denna serie lästes Splinters svenskspråkiga röst in av Fredrik Dolk och Håkan Mohede i Sun Studio ABs version.
I den japanskspråkiga tolkningen av 1987 års tecknade TV-serie var hans riktiga namn "Takeshi Yoshihama:タケシ・ヨシハマ(吉浜武士)".
I Ninja Turtles: The Next Mutation lästes hans röst av Stephen Mendel.
I 2003 års TV-serie lästes hans röst under Fast Forward, Back to the Sewer och Turtles Forever av Darren Dunstan. På japanska lästes den av Shōto Kashii.
I de två första långfilmerna lästes hans röst av Kevin Clash, i den tredje av James Murray. I 2007 års film lästes hans röst av Mako Iwamatsu; som avled under produktionen. Filmen blev därmed hans sista, och hans elev Greg Baldwin och fortsatte läsa rösten. I de japanskspråkiga dubbningarna lästes rösten av Kiyoshi Kobayashi och Joji Yanami i den första filmen, Michio Hazama i den andra, Hideyuki Umezu i den tredje och Shoto Kashii i 2007 års film.
2007 års datorspel, lästes rösten av Terrence Scammell.
I 2012 års TV-serie lästes rösten av Hoon Lee.
I 2013 års dator/TV-spel Out of the Shadows, lästes rösten av Feodor Chin.
I 2014 års långfilm spelades Splinter av Danny Woodburn medan rösten lästes av Tony Shalhoub.

### Fotnoter
1. ↑  ”TMNT: The Rennaissance Reptiles Return”. Kung Fu Magazine. Arkiverad från originalet den 6 januari 2010. https://web.archive.org/web/20100106040732/http://ezine.kungfumagazine.com/ezine/article.php?article=703. Läst 27 december 2009.
2. ↑  Simpson, Janice C. (2 april 1990). ”Show Business: Lean, Green and on the Screen”. Time. Arkiverad från originalet den 5 december 2014. https://web.archive.org/web/20141205205345/http://www.time.com/time/magazine/article/0,9171,969727,00.html#ixzz0h91fnBrj. Läst 3 mars 2010.
3. ↑  Greenberg, Harvey R. (15 april 1990). ”Just How Powerful Are Those Turtles?”. The New York Times. http://www.nytimes.com/1990/04/15/movies/just-how-powerful-are-those-turtles.html?scp=8&sq=ninja%20turtles&st=cse. Läst 7 augusti 2010.
4. ↑  ”Ninjaturtles”. Arkiverad från originalet den 8 februari 2007. https://web.archive.org/web/20070208094615/http://www.ninjaturtles.com/cartoon/guide/cart107.htm. Läst 3 augusti 2011.
5. ↑  Cliff Wheatley (9 augusti 2014). ”Top 10 Original Teenage Mutant Ninja Turtles” (på engelska). IGN. http://www.ign.com/articles/2014/08/09/top-10-original-teenage-mutant-ninja-turtles-episodes?page=2. Läst 19 augusti 2017.
6. ↑  ”Michael Bay's "Ninja Turtles" Casts Splinter”. Arkiverad från originalet den 26 mars 2020. https://web.archive.org/web/20200326120048/https://deadline.com/2013/04/michael-bay-ninja-turtles-Sphincter-danny-woodburn/. Läst 13 september 2014.
7. ↑  ”Johnny Knoxville, Tony Shalhoub Lend Voices To ‘Teenage Mutant Ninja Turtles’”. Deadline. http://deadline.com/2014/04/johnny-knoxville-tony-shalhoub-lend-voices-to-teenage-mutant-ninja-turtles/. Läst 3 april 2014.